# Platyrinchus
Platyrinchus is een geslacht van zangvogels uit de familie tirannen (Tyrannidae).

## Soorten
Het geslacht kent de volgende soorten:
- Platyrinchus cancrominus – Kortstaartbreedbektiran
- Platyrinchus coronatus – Geelkapbreedbektiran
- Platyrinchus flavigularis – Geelkeelbreedbektiran
- Platyrinchus leucoryphus – Roodvleugelbreedbektiran
- Platyrinchus mystaceus – Witkeelbreedbektiran
- Platyrinchus platyrhynchos – Witkuifbreedbektiran
- Platyrinchus saturatus – Bruinkopbreedbektiran